# Центральный район (Набережные Челны)
Центра́льный райо́н (тат. Үзәк район) — единица территориального деления Набережных Челнов, расположен между Автозаводским и Комсомольским районами. Вместе с Автозаводским районом в обиходе именуется Новым городом. Как и остальные районы, имеет в своём составе необычные для страны комплексы (жилые кварталы-микрорайоны). Является самым небольшим районом города по территории и одновременно самым большим по численности населения.

## Расположение

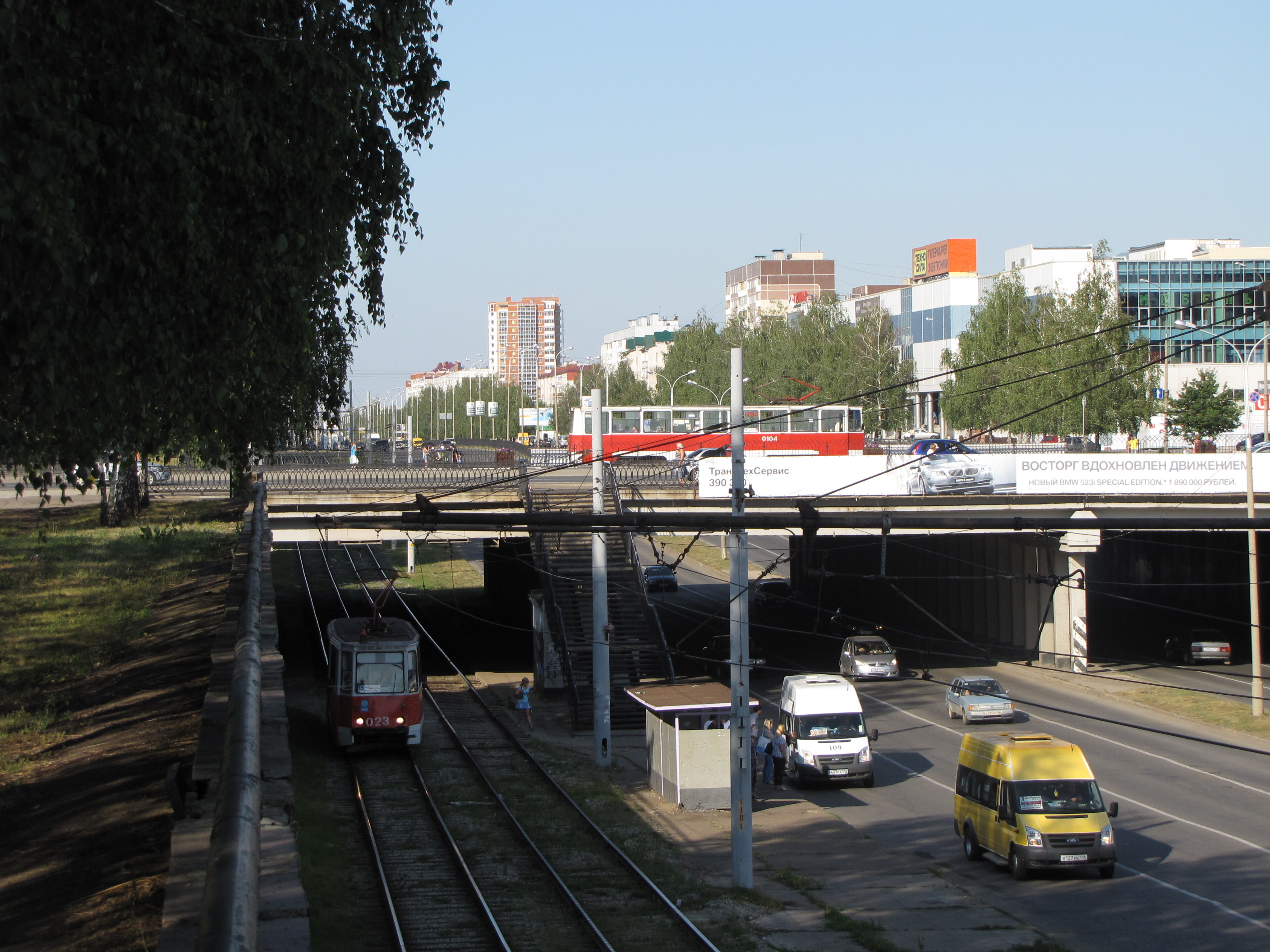
Двухуровневое пересечение Московского проспекта и проспекта Вахитова

В Центральный район входят 1—8, 11—19, 31, 36—45, 56, 58, 59 комплексы, Медгородок, промышленные и коммунальные объекты, расположенные к юго-западу от автодороги № 2.
Граница между Комсомольским и Центральным районом проходит по автодороге № 4 до транспортной развязке «Орловское кольцо», далее по автодороге № 1 до улицы Академика Королёва, далее по улице Королева до проспекта Чулман, далее на юго-запад по продолжению проспекта Чулман до продолжения улицы Нариманова, далее по продолжению улицы Нариманова в сторону реки Кама.
Граница между Автозаводским и Центральным районам проходит по автодороге № 2, далее по проспекту Хасана Туфана до Московского проспекта, далее по Московскому проспекту до проспекта Вахитова, далее по проспекту Вахитова до реки Кама.

## Население
Население района составляет 210 571 человек. Из них:
- инвалиды — 3018 человек;
- афганцы — 1753 человека;
- ветераны Великой Отечественной войны — 630 человек;
- многодетные семьи — 543 человека;
- чернобыльцы — 101;
- почётные граждане города — 34 человека.

## Жилищная сфера

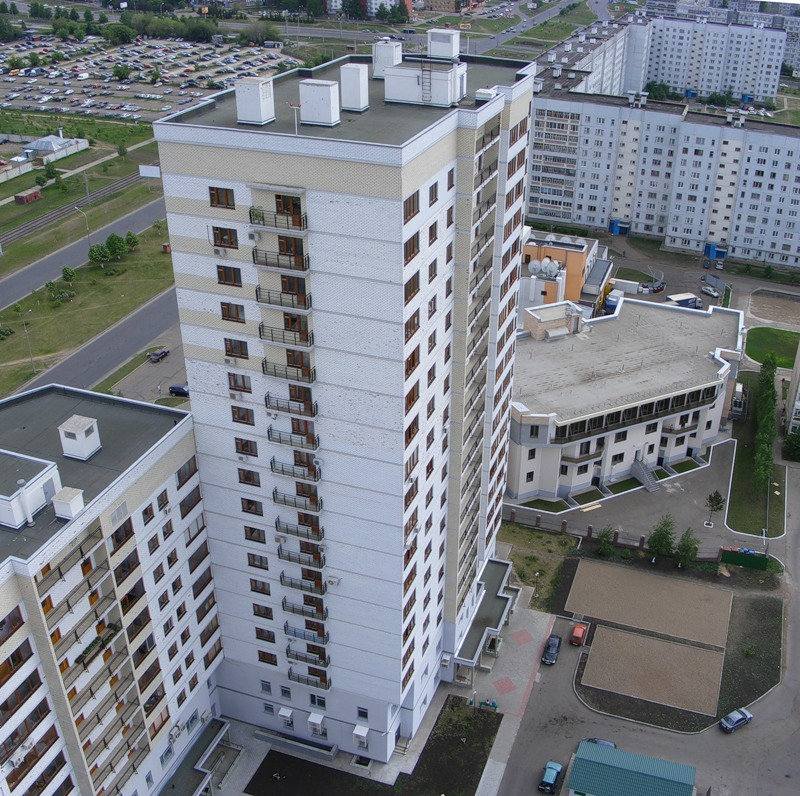
18-этажная башня жилого комплекса «Сююмбике»

Жилой фонд Центрального района состоит из 566 многоквартирных и индивидуальных жилых домов, обслуживаемых 13 управляющими компаниями.
В 2011 году в Центральном районе было введено в эксплуатацию 7 новых жилых домов — в 9, 35, 36 и 60 комплексах, а также открыто 3 детских сада (№ 100, 102, 104).

## Предприятия
На территории Центрального района находится большое количество крупных предприятий торговли и пищевой промышленности: ТД «Бэхетле», ТД «Камила», ТД «Нур-Баян», ООО «М-105», ОАО «Челны-Холод», ЗАО «Челны-Хлеб», ОАО «Булгарпиво», ЗАО ПФ «ТрансТехСервис», ЗАО «Челны-Лада» и т. д.

## Администрация района
Целью администрации Центрального района как структурного подразделения исполнительно-распорядительного органа местного самоуправления является решение вопросов местного значения в соответствии с действующим законодательством.

## Галерея

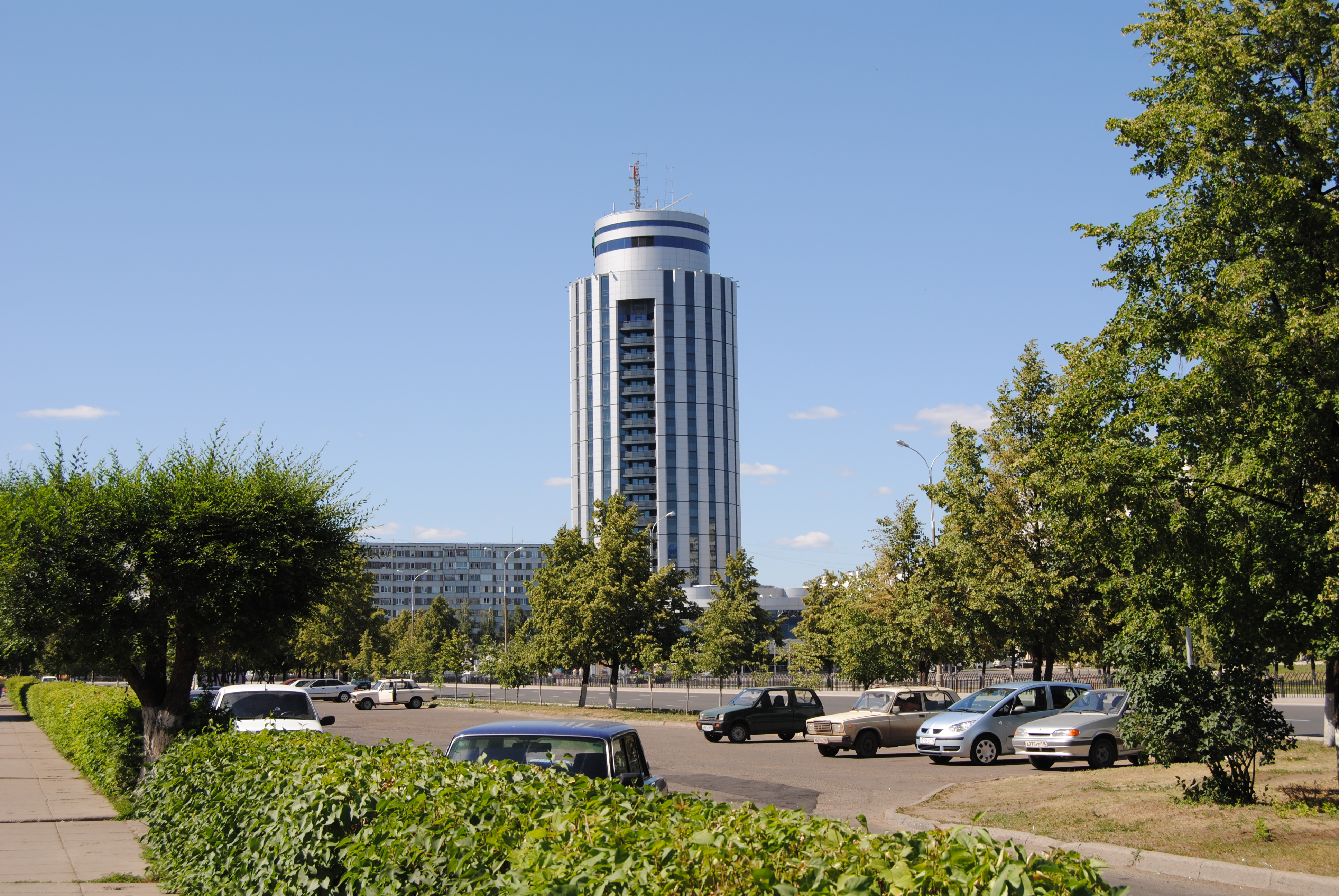
Вид на здание Бизнес-центра «2.18» с бульвара Энтузиастов
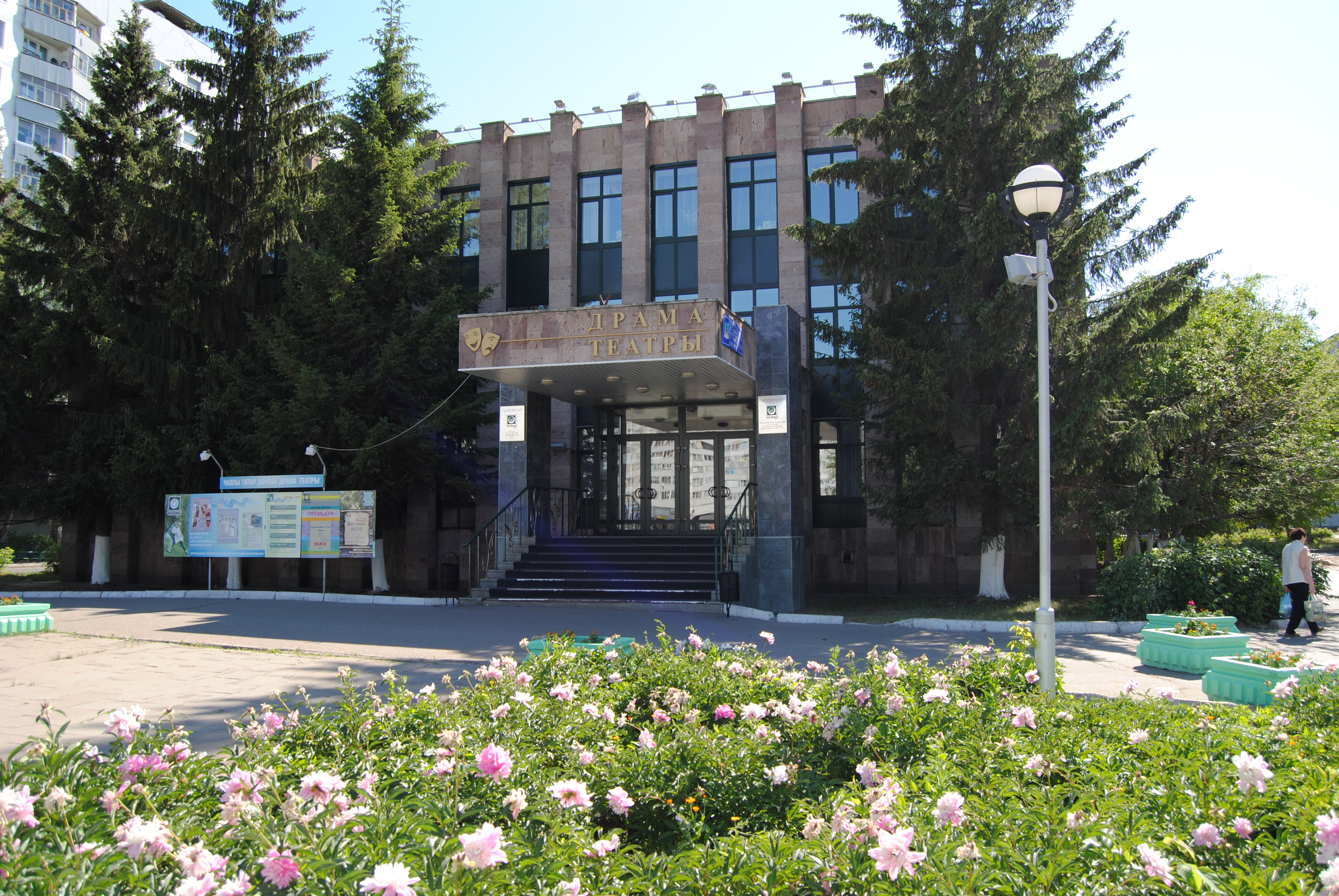
Здание Татарского драматического театра
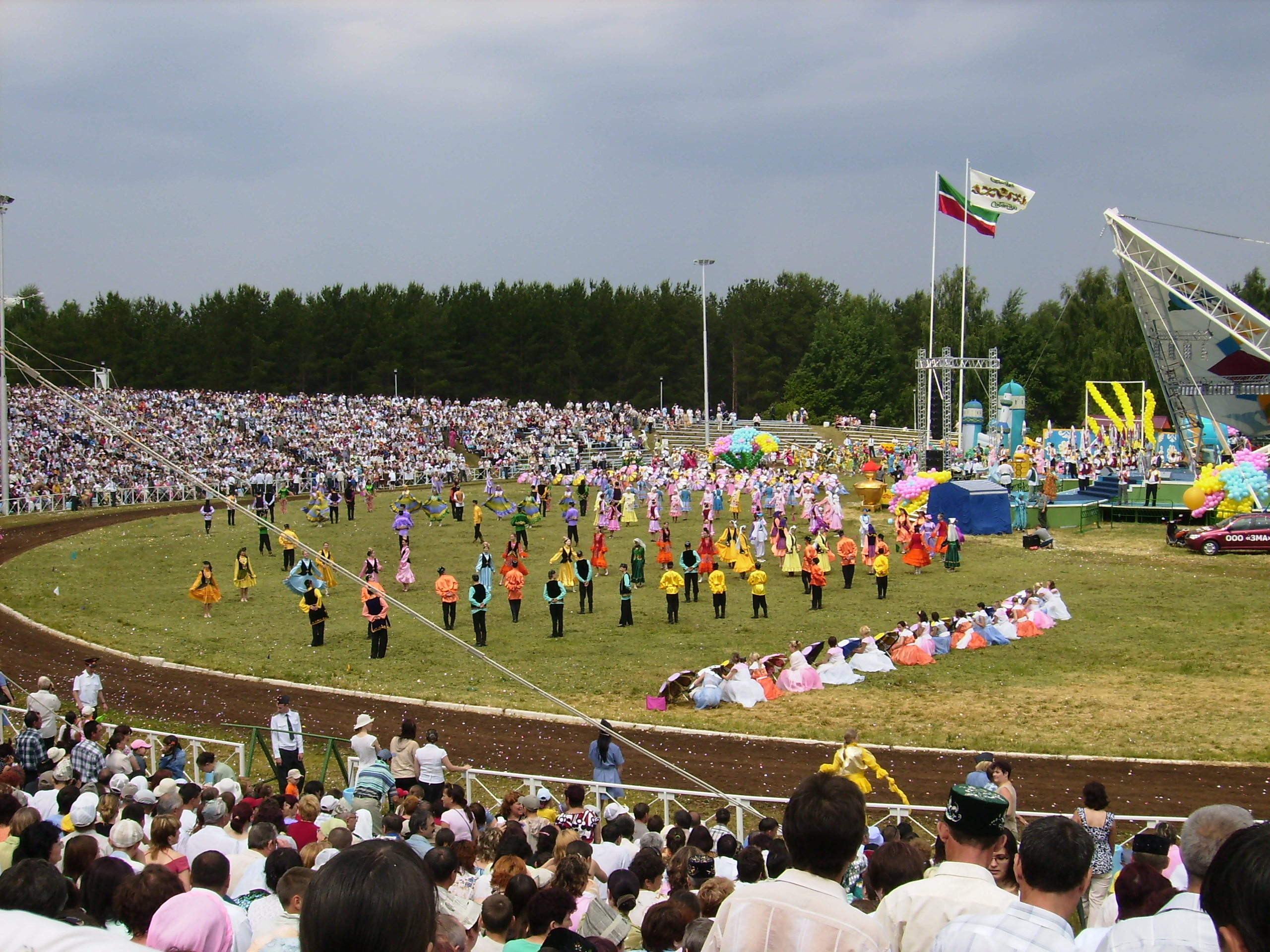
Народный татарский праздник Сабантуй на городском Майдане